# Rosewood London
Rosewood London, anciennement Chancery Court, est un hôtel de luxe 5 étoiles situé à Londres, en Angleterre. Il est situé au 252 High Holborn dans le quartier de Covent Garden, dans le West End. 

## Histoire
Le bâtiment comprend quatre blocs : le bloc central a été conçu par C. Newman et construit entre 1912 et 1919, tandis que le bloc est (comprenant le Scarfes Bar) l'a été par P. Moncton et construit entre 1929 et 1930 ; l'extension sud-est par Bates & Sinning a été construite entre 1954 et 1956 et le bloc ouest (y compris la salle à manger Holborn) a été conçu par Bates & Sinning entre 1959 et 1960. La propriété était autrefois le siège de la Pearl Assurance Company de 1914 à 1989. C'est un bâtiment classé Grade II. 
L'hôtel a été ouvert en 2000 sous la marque Renaissance Hotels, géré par Marriott International sous le nom de Renaissance Chancery Court. Cette relation a pris fin le 11 juin 2011. Cet hôtel a fonctionné en tant qu'hôtel indépendant jusqu'à sa fermeture en juillet 2013 en vue de travaux de rénovation devant aboutir à une réouverture prévue en octobre 2013 sous le nom de Rosewood London Hotel, qui fait partie du Rosewood Hotels & Resorts, situé à Dallas.

## Tournages
L'hôtel a été un lieu de tournage du film Le Saint (1997), de The Politician's Wife (1995)  et l'ancien restaurant gastronomique de l'hôtel, Pearl, a accueilli la finale de Masterchef: The Professionals (2010),.